# Huracán Hilda (1955)
El huracán Hilda fue un huracán de la temporada de 1955 que azotó las ciudades mexicanas de Tampico y Cd. Madero y provocó una inundación en toda la Huasteca junto con el efecto de los huracanes Gladys y Janet de la misma.
En 1955 aún no había satélites meteorológicos y los reportes de huracanes se originaban cuando azotaban las costas o cuando pasaban por un barco. A principios de septiembre de 1955 el huracán golpeó la península de Yucatán y luego entró al golfo de México. Los Tamaulipecos habían sufrido el embate del huracán Gladys y seguían las noticias del huracán Hilda. El último punto que tocó antes de entrar a Tampico fue la Isla de Lobos y la madrugada del lunes 19 de septiembre entró en Tampico golpeándolo con vientos estimados de 250 km/h. Cuando pasó el ojo del huracán muchas personas creyeron que ya había pasado todo y salieron de sus casas a curiosear, solo algunos sabían que pronto regrasarían los vientos y a muchos los agarró el huracán fuera de sus casas. En 1955 muchas casas eran de madera y por lo tanto el huracán causó muchos destrozos en la ciudad. 
Pocos días después otro huracán, el Janet se formó frente a Campeche y pasó cerca de las ciudades de Tampico y Cd. Madero, arrojando una gran cantidad de lluvia. El río Pánuco tuvo una gran crecida que llegó a Tampico y Madero el 2 de octubre del mismo año e inundó la ciudad de Tampico, Cd. Madero y toda la zona, llegando las aguas hasta Ébano, SLP. El gobierno federal respondió con un programa de salvamento y la visita del presidente, Don Adolfo Ruiz Cortines. Los Estados Unidos ayudaron con un portaaviones al mando del Contraalmirante Miles. 
Ésta inundación fue mayor a la de 1933, cuando otro huracán inundó la ciudad. 
Como dato curioso Hilda fue tomado después como nombre de un cine ubicado en el centro de Tampico.

## Historia
En el mes de agosto de 1955, la historia de Tampico y Cd. Madero quedan marcadas por un trágico suceso, conocida como "La Tragedia de 1955": Ésta comenzó con las constantes lluvias propias de la temporada, aunado al caudal que trajo el Huracán Gladis, el azote directo del Huracán Hilda y finalmente las torrenciales lluvias y el caudal arrojado por el Huracán Janet, haciendo en conjunto que se registrara la inundación más asombrosa del siglo que hasta el momento se conociera en el mundo entero, trayendo como consecuencia que la región y principalmente a Tampico y Cd. Madero fueran declaradas Zona de Desastre.
A mediados del mes de septiembre se anunciaba en la prensa la formación del Huracán Hilda, acontecimiento que no alarmó a los habitantes de la ciudad, ya que se pensaba que no sería tan fuerte o bien que eran pocas las probabilidades de que afectara a la ciudad, sin embargo nada estaba más lejos de la verdad.

## Colofón
Hoy, en el cementerio municipal de Tampico se pueden ver innumerables tumbas con la fecha, 1955. 
- Datos: Q6854262